# Väinö Tiiri
Väinö Tiiri (Loimaa, 31 de janeiro de 1886 — Helsinki, 30 de julho de 1966) foi um ginasta finlandês que competiu em provas de ginástica artística pela nação.
Tiiri é o detentor de duas medalhas olímpicas, conquistadas em duas diferentes edições. Na primeira, em 1908, nos Jogos de Londres, competiu ao lado de outros 25 companheiros e conquistou a medalha de bronze, após ser superado pelas nações da Suécia, de Sven Landberg, medalhista de ouro, e Noruega, segunda colocada. Em 1912, foi o medalhista de prata na mesma prova por equipes, dessa vez no sistema livre.